# بلوغ الأرب بشرح شذور الذهب
بلوغ الأرب بشرح شذور الذهب لشيخ الإسلام زكريا الأنصاري (824-926هـ) شرح على كتاب شذور الذهب في معرفة كلام العرب لابن هشام الأنصاري، شرح فيه الغامض من كتاب ابن هشام ليسهّل مادته على الدارسين المبتدئين.
اتخذ الكتاب طابعاً تعليمياً على غرار المتن الذي تناوله، فهو كتاب وُضع للمبتدئين الراغبين بدراسة النحو، ومما يدل على هذا الطابع التعليمي: أن المؤلف في معظم المسائل يذكر القاعدة، ثم يأتي لها بمثال يوضحها، وبعد ذلك يعززها بشواهد من كتاب الله والحديث الشريف والأشعار.
اتبع الشارح سبيلاً وسطاً من حيث الإيجاز والإسهاب، فلم يكن الشرح مقتضباً بدرجة تخل بالمعنى، ولا مسهباً لدرجة ترهق الدارس في إيراد الآراء المتباينة والمناقشات المطولة، ويحيل إلى المطوَّلات.
يقول زكريا الأنصاري في مقدمة الكتاب: